# Ra'anan Alexandrowicz
Ra’anan Alexandrowicz (hebreu: רַעֲנָן אָלֶכְּסַנְדְּרוֹבִיץ׳‎‎; Jerusalem, 29 d’agost de 1969) és un guionista i director de cinema israelià.

## Biografia
De 1991 a 1996 Alexandrowicz va estudiar cinema a l'Escola de Cinema i Televisió de Jerusalem Sam Spiegel. Inicialment va dirigir diverses produccions de video musical i diversos documentals. El 2003 va dirigir el seu primer llargmetratge James' journey to Jerusalem.
El 26 de setembre de 2005, l'equip de filmació i els activistes per la pau israelians van ser atacats per residents del lloc avançat de l'assentament Chawat Maʿon. Ra'anan Alexandrowicz va ser colpejat per un colon armat amb un rifle d'assalt M-16. Parts de l'equip de pel·lícula va ser robat.

## Filmografia
- 1996 – Rak B'Mikrim Bodedim
- 1998 – Ansar 3
- 1999 – The far side of the tracks
- 1999 – Martin, Documental[2][3]
- 2001 – The Inner Tour
- 2003 – Massa'ot James Be'eretz Hakodesh
- 2011 – The Law in These Parts, documental, guardonat amb el Millor Documental Estranger al Festival de Cinema de Sundance[4]
- 2019 – The Viewing Booth, pel·lícula documental, projectada al 70è Festival Internacional de Cinema de Berlín 2020 al Fòrum[5]

## Premis
- Rak B'Mikrim Bodedim: Menció especial del Concurs Internacional de Curtmetratges del Festival Internacional de Cinema Jove, Torí.
- Martin: 1999 Premi Wolgin al Festival de Cinema de Jerusalem com a millor pel·lícula documental israeliana.
- Inner Tour: 2001 participació al Forum 2001 al Berlinale; 2001 Menció d'honor a la millor pel·lícula documental al Festival Internacional de Cinema de Vancouver.
- Massa'ot James Be'eretz Hakodesh: nominació 2003 al Premi de l'Acadèmia de Cinema d'Israel al millor director i al millor guió; 2003 Crystal Heart Award al Festival de Cinema de Heartland; 2003 FIPRESCI Prize i Films from the South Award al Oslo Films from the South Festival; 2003: Palmera d'Or a la XXIV edició de la Mostra de València[6]